# Primera División de Chile 2001
Primera División de Chile 2001 var den chilenska högstaligan i fotboll för herrar för säsongen 2001, som slutade med att Santiago Wanderers vann för tredje gången.

## Kvalificering för internationella turneringar
- Copa Libertadores 2002
  - Vinnaren av Primera División: Santiago Wanderers
  - Tvåa i Primera División: Universidad Católica
  - Vinnare av Liguilla Pre-Libertadores: Cobreloa

## Grundserie
De åtta främsta lagen till finalomgången, medan de åtta sämsta gick vidare till nedflyttningsserien.
| Plac. | Lag                   | S  | V  | O  | F  | GM | IM | MSK | Poäng |
| ----- | --------------------- | -- | -- | -- | -- | -- | -- | --- | ----- |
| 1     | Santiago Wanderers    | 30 | 20 | 6  | 4  | 65 | 32 | 33  | 66    |
| 2     | Universidad Católica  | 30 | 18 | 6  | 6  | 60 | 29 | 31  | 60    |
| 3     | Universidad de Chile  | 30 | 17 | 6  | 7  | 53 | 33 | 20  | 57    |
| 4     | Colo-Colo             | 30 | 16 | 8  | 6  | 63 | 37 | 26  | 56    |
| 5     | Cobreloa              | 30 | 13 | 9  | 8  | 51 | 42 | 9   | 48    |
| 6     | Palestino             | 30 | 14 | 6  | 10 | 44 | 43 | 1   | 48    |
| 7     | Huachipato            | 30 | 12 | 10 | 8  | 58 | 42 | 16  | 46    |
| 8     | Unión San Felipe      | 30 | 10 | 10 | 10 | 45 | 39 | 6   | 40    |
| 9     | Unión Española        | 30 | 10 | 7  | 13 | 46 | 63 | -17 | 37    |
| 10    | Coquimbo Unido        | 30 | 9  | 8  | 13 | 29 | 39 | -10 | 35    |
| 11    | Audax Italiano        | 30 | 10 | 2  | 18 | 27 | 40 | -13 | 32    |
| 12    | Depotes Concepción    | 30 | 8  | 8  | 14 | 35 | 51 | -16 | 32    |
| 13    | Rangers               | 30 | 6  | 12 | 12 | 38 | 46 | -8  | 30    |
| 14    | Santiago Morning      | 30 | 7  | 7  | 16 | 47 | 67 | -20 | 28    |
| 15    | O'Higgins             | 30 | 7  | 4  | 19 | 39 | 64 | -25 | 25    |
| 16    | Deportes Puerto Montt | 30 | 4  | 9  | 17 | 31 | 66 | -35 | 21    |

|  | Mästare och kvalificerade till Copa Libertadores. |
|  | Kvalificerade till Copa Libertadores.             |
|  | Kvalificerade till Liguilla Pre-Libertadores.     |
|  | Nedflyttade till Primera B.                       |

| Primera División Vinnare av Primera División 2001 |
| ------------------------------------------------- |
| Chile                                             |
| Santiago Wanderers 3:e titeln                     |